# 樂翠臺

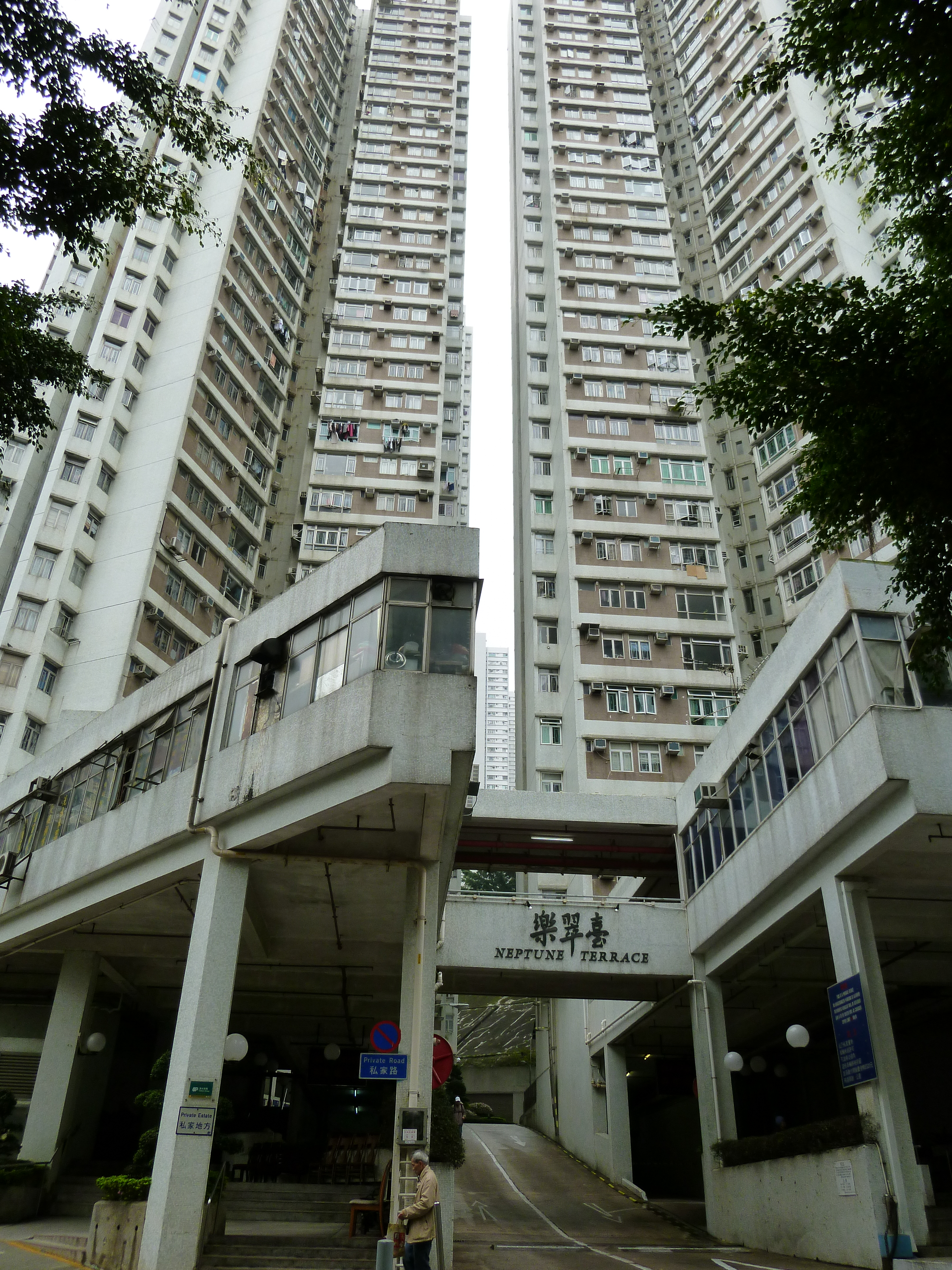
樂翠臺第2座（左）及第1座（右）、基座及車道

樂翠臺（英語：Neptune Terrace）是香港的私人機構參建居屋之一，樂翠臺原本為「中等入息家庭房屋計劃」，但當時樓市逆轉變好，市民對計劃反應並不熱烈，導致整個計劃被逼擱置；而康翠臺及樂翠臺則改為「私人機構參建居屋計劃」出售。
屋苑位於香港島柴灣泰民街的山坡上，由新世界發展附屬公司「百利城有限公司」 （Billion Town Company Limited）發展，由呂元祥建築師事務所設計，最大單位建築面積達988平方呎，連主人套房設計，為全港最大的居屋單位設計，及由房屋委員會負責監管整個發展過程及推售，共有3座，在1985年落成，與鄰近的康翠臺同年發售。

## 屋苑資料

### 樓宇
| 樓宇名稱 | 樓宇類型                   | 落成年份 | 樓宇層數          | 每層伙數                       | 單位數目（伙） | 建築師             | 提供升降機的廠商 |
| -------- | -------------------------- | -------- | ----------------- | ------------------------------ | -------------- | ------------------ | ---------------- |
| 第1座    | 私人參建居屋計劃 （X字型） | 1985年   | 33                | 10                             | 330            | 呂元祥建築師事務所 | 富士達           |
| 第2座    | 私人參建居屋計劃 （X字型） | 1985年   | 33                | 10                             | 330            | 呂元祥建築師事務所 | 富士達           |
| 第3座    | 私人參建居屋計劃 （X字型） | 1985年   | 34 (設有地下單位) | 10 (5-33樓) 6 (1-4樓) 4 (地下) | 318            | 呂元祥建築師事務所 | 富士達           |

## 維修爭議
本樓宇法團在2023年6月舉行之業主大會上，通過款項達1.07億元維修方案，並聲稱工程款項可獲市建局資助。唯2023年時，本樓宇樓齡為38年，並不符合市區重建局「樓宇更新大行動2.0」，樓齡需達40年的申請資格，因此每戶需支付約10萬維修費 ，且方案款項比市建局估價6800萬元高出57%，引起業主不滿，並質疑法團誤導年長業主投票。
市建局及後亦多次出信提醒法團需注意維修價格，但法團仍私下在8月份舉行管委會會議通過維修事項，而居民並不知情；法團公佈之會議紀錄亦沒有記下本次會議。
2023年9月，工程公司開始在樂翠臺搭棚準備進行維修程。同年10月，服務屋苑38年的管理公司請辭，並指出法團未能提供工程資料，而屋苑財政亦不足支付工程費。
及後在2024年3月12日，法團應土地審裁處要求於3月14日限期前舉行特別業主大會，商討終止大維修及改選業委會之事項。惟原法團主席於會中單方面宣佈終止會議，並與委員離場，被在場業主反對。及後業主在民政處代表監督下，援引《建築物管理條例》，由在場人士推選臨時主持繼續會議；隨後業主並就8項決議項目投票，最終所有議程獲得大比數同意票，成功議決撤換原大廈管理委員會之所有職務、終止維修合約，以及重新選出新一任委員。

## 其他
- 康翠臺